# Ascoli Calcio 1898 1997-1998
Questa voce raccoglie le informazioni riguardanti l'Ascoli Calcio 1898 nelle competizioni ufficiali della stagione 1997-1998.

## Divise e sponsor
| 1ª divisa |

## Rosa
| N. |                   | Ruolo | Calciatore           |
| -- | ----------------- | ----- | -------------------- |
|    | Italia (bandiera) | D     | Giovanni Bucaro      |
|    | Italia (bandiera) | C     | Mario Massimo Caruso |
|    | Italia (bandiera) | C     | Antonio Dell'Oglio   |
|    | Italia (bandiera) | D     | Daniele Deoma        |
|    | Italia (bandiera) | P     | Nicola Dibitonto     |
|    | Italia (bandiera) | C     | Nicola Di Criscio    |
|    | Italia (bandiera) | D     | Walter Dondoni       |
|    | Italia (bandiera) | A     | Alessio Frati        |
|    | Italia (bandiera) | C     | Giorgio La Vista     |
|    | Italia (bandiera) | D     | Luca Luzardi         |
|    | Italia (bandiera) | C     | Franco Marchegiani   |

| N. |                   | Ruolo | Calciatore         |
| -- | ----------------- | ----- | ------------------ |
|    | Italia (bandiera) | C     | Roberto Marta      |
|    | Italia (bandiera) | C     | Josselin Ngah      |
|    | Italia (bandiera) | P     | Francesco Musarra  |
|    | Italia (bandiera) | D     | Vincenzo Pandullo  |
|    | Italia (bandiera) | A     | Claudio Pelosi     |
|    | Italia (bandiera) | A     | Gianluca Pittaluga |
|    | Italia (bandiera) | A     | Giovanni Pompei    |
|    | Italia (bandiera) | D     | Claudio Riboni     |
|    | Italia (bandiera) | D     | Simone Schicchi    |
|    | Italia (bandiera) | D     | Andrea Sussi       |

## Organigramma societario
Area direttiva
- Presidente: Nazzareno Cappelli
- Amministratore Delegato: Emidio Gaspari
- Segretario: Marco Marcolini

Area tecnica
- Direttore Generale: Lionello Manfredonia
- Allenatore: Salvatore Esposito poi Massimo Cacciatori
- Allenatore in seconda: Francesco Stanzione

Area sanitaria
- Medico sociale: Luigi Maria Formica
- Massaggiatore: Urbano Vannini

## Risultati

### Campionato

#### Girone di andata
| 31 agosto 1997 1ª giornata | Ascoli | 0 – 1 | Ternana |  |

| 7 settembre 1997 2ª giornata | Battipagliese | 2 – 1 | Ascoli |  |

| 14 settembre 1997 3ª giornata | Ascoli | 1 – 1 | Palermo |  |

| 21 settembre 1997 4ª giornata | Turris | 1 – 1 | Ascoli |  |

| 28 settembre 1997 5ª giornata | Ascoli | 1 – 0 | Giulianova |  |

| 5 ottobre 1997 6ª giornata | Casarano | 1 – 1 | Ascoli |  |

| 12 ottobre 1997 7ª giornata | Lodigiani | 2 – 1 | Ascoli |  |

| 19 ottobre 1997 8ª giornata | Ascoli | 0 – 0 | Fermana |  |

| 26 ottobre 1997 9ª giornata | Nocerina | 2 – 2 | Ascoli |  |

| 9 novembre 1997 10ª giornata | Ascoli | 2 – 1 | Avellino |  |

| 16 novembre 1997 11ª giornata | Ascoli | 0 – 1 | Gualdo |  |

| 23 novembre 1997 12ª giornata | Ischia Isolaverde | 1 – 0 | Ascoli |  |

| 30 novembre 1997 13ª giornata | Ascoli | 1 – 1 | Cosenza |  |

| 14 dicembre 1997 14ª giornata | Acireale | 0 – 0 | Ascoli |  |

| 21 dicembre 1997 15ª giornata | Ascoli | 1 – 1 | Savoia |  |

| 28 dicembre 1998 16ª giornata | Atletico Catania | 0 – 0 | Ascoli |  |

| 11 gennaio 1998 17ª giornata | Ascoli | 0 – 0 | Juve Stabia |  |

#### Girone di ritorno
| 18 gennaio 1998 18ª giornata | Ternana | 1 – 1 | Ascoli |  |

| 25 gennaio 1998 19ª giornata | Ascoli | 0 – 2 | Battipagliese |  |

| 1º febbraio 1998 20ª giornata | Palermo | 0 – 0 | Ascoli |  |

| 8 febbraio 1998 21ª giornata | Ascoli | 2 – 0 | Turris |  |

| 15 febbraio 1998 22ª giornata | Giulianova | 1 – 0 | Ascoli |  |

| 22 febbraio 1998 23ª giornata | Ascoli | 5 – 0 | Casarano |  |

Città: Chieti
| 1º marzo 1998 24ª giornata | Ascoli | 1 – 0 | Lodigiani |  |

| 8 marzo 1998 25ª giornata | Fermana | 0 – 2 | Ascoli |  |

| 15 marzo 1998 26ª giornata | Ascoli | 1 – 1 | Nocerina |  |

| 22 marzo 1998 27ª giornata | Avellino | 2 – 1 | Ascoli |  |

| 5 aprile 1998 28ª giornata | Gualdo | 0 – 1 | Ascoli |  |

| 11 aprile 1998 29ª giornata | Ascoli | 2 – 2 | Isola d'Ischia |  |

| 19 aprile 1998 30ª giornata | Cosenza | 1 – 1 | Ascoli |  |

| 26 aprile 1998 31ª giornata | Ascoli | 0 – 0 | Acireale |  |

| 3 maggio 1998 32ª giornata | Savoia | 0 – 1 | Ascoli |  |

| 10 maggio 1998 33ª giornata | Ascoli | 1 – 1 | Atletico Catania |  |

| 17 maggio 1998 34ª giornata | Juve Stabia | 2 – 1 | Ascoli |  |